# 蘇萊曼一世 (波斯)

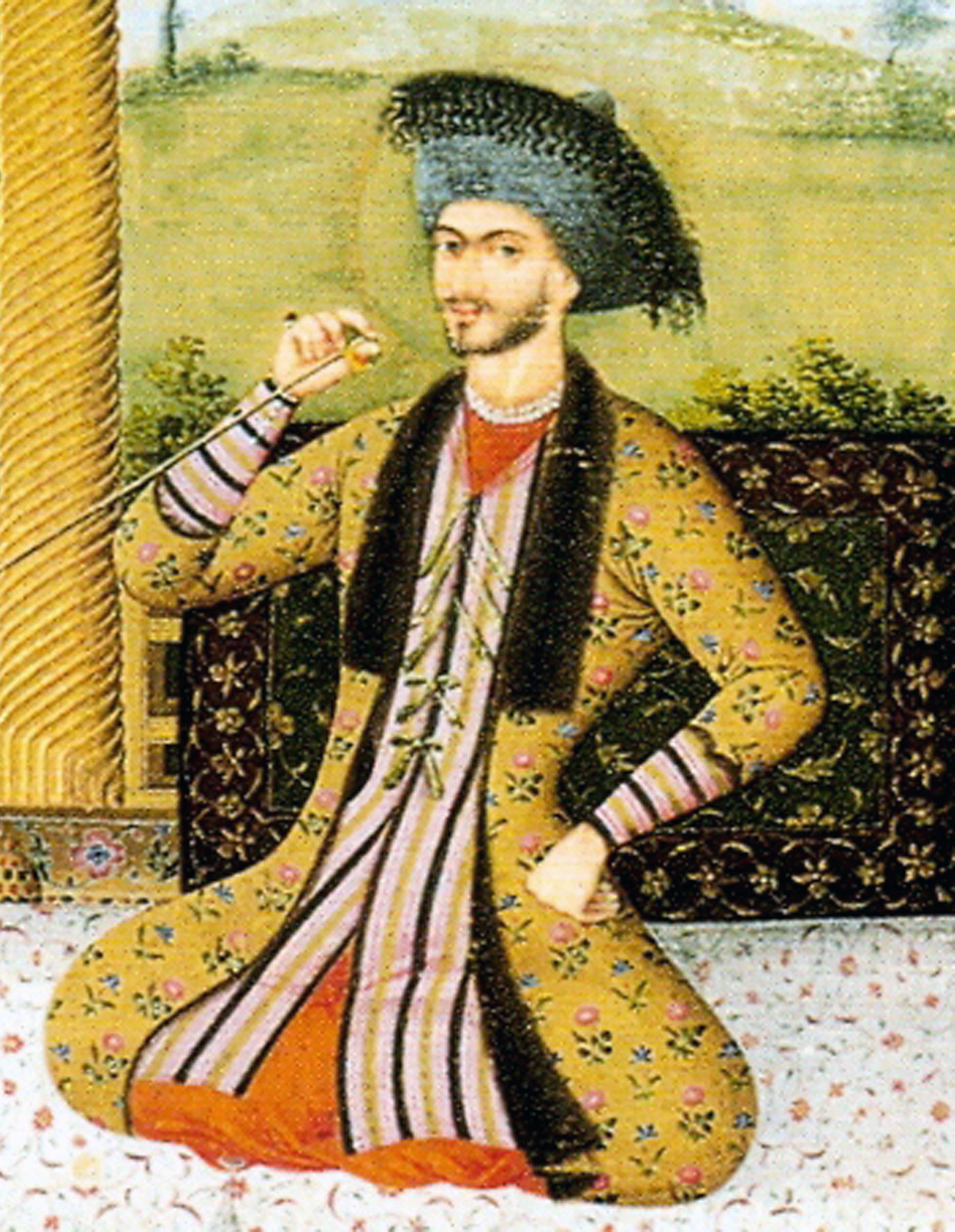
蘇萊曼一世

蘇萊曼一世（波斯語：‎，17世纪？—1694年7月29日），伊朗薩非王朝的第八任沙阿（1666年—1694年在位）。蘇萊曼一世為阿拔斯二世的長子。在他統治時期，薩非王朝衰落，權力移至宦官手上。
阿拔斯二世於1666年逝世，蘇萊曼一世於同年11月1日以薩非二世的名稱即位，因當時年幼，及在後宮長大，對外面的世界並不認識。又因蘇萊曼一世酗酒，身體健康不佳。即位首年，不單發生地震，更受哥薩克人侵襲裏海沿岸。宮廷內的占星學家認為登基典禮的時間不好，再一次以蘇萊曼一世為名稱於1667年3月20日加冕。
蘇萊曼一世對政事沒有興趣，寧願留在後宮，政務落於首相及由後宮宦官組成的理事會手上。蘇萊曼一世在位期間，宦官的勢力日益增大，貪污成風，軍備鬆弛。蘇萊曼一世亦沒有趁薩非王朝的死敵奧斯曼帝國於1683年的維也納之戰被歐洲列強打敗而元氣大傷時，乘虛而入。薩非王朝亦不斷遭受烏茲別克族及卡爾梅克人的入侵。
蘇萊曼一世於1694年7月29日因痛風或大量飲酒而逝世。宦官們選擇了他的長子侯賽因繼位為沙阿。
| 蘇萊曼一世 (波斯) 薩非王朝 | 蘇萊曼一世 (波斯) 薩非王朝 | 蘇萊曼一世 (波斯) 薩非王朝 |
| -------------------------- | -------------------------- | -------------------------- |
| 前任： 阿拔斯二世          | 伊朗沙阿 1666年–1694年     | 繼任： 侯賽因              |